# Muirecán mac Diarmato
Muirecán mac Diarmato (mort en 863) est un  roi de Leinster du sept Uí Fáeláin issu des Uí Dúnlainge, une lignée du  Laigin. Ce sept avait sa résidence royale à Naas dans la partie est de la plaine de la Liffey : « Airthir Liphi ». Il est le fils de Diarmait mac Ruadrach (mort en 832), roi de Airthir Liphi. Son oncle Muiredach mac Ruadrach (mort en 829) et son grand-père Ruaidrí mac Fáeláin (mort en 785) furent des rois de Leinster.

## Contexte
La succession des rois du Leinster est difficile à suivre à cette époque. Les Listes de Rois du  Livre de Leinster le place après deux rois qui meurent en 869 et 885 et le roi suivant est Tuathal mac Máele-Brigte qui meurt en in 854. Un autre roi précédant Ruarc mac Brain meurt en 862. La Liste de Rois accorde à  Muirecán un règne d'une année qui coïncide avec 862-863. Francis John Byrne suggère que cette apparente confusion est liée au fait que les rois Uí Dúnlainge n’exerçaient en fait que peu de pouvoir réel du fait des agressions de leur voisin occidental Cerball mac Dúnlainge (mort en 888), roi d'Osraige. Cerball, était incapable de s'imposer lui-même comme roi de Leinster, mais il empêchait ses rivaux d'y exercer un réel pouvoir.
Lors de son obit dans les Annales en 863 il est précisé qu'il est tué par les Vikings. Il est seulement mentionné avec le titre de roi de Naas et Airthir Liphi. Ses fils Domnall mac Muirecáin (mort en 884) et Cerball mac Muirecáin (mort en 904) seront également rois de Leinster, pendant que son fils Máel Mórda mac Muirecáin (mort en 917) sera roi d'Airthir Liphi.